# ケープペンギン
ケープペンギン（学名：Spheniscus demersus）は、フンボルトペンギン属に属するペンギン。別名はアフリカンペンギン、アフリカペンギン、ジャッカスペンギン、足黒ペンギン。体長は約70cmと中型である。

## 名称・特徴
- ケープ地方に生息するため、「ケープペンギン」と命名された。
- アフリカで唯一見ることができるため、「アフリカンペンギン」と呼ばれることも多い。
- 胸のラインが1本で細く、同時に顔の白い部分が多いという点が、ケープペンギン属の中でケープペンギンを見分けるめやすとなる[6]。
- ロバに似た鳴き声を持つため、オスのロバ（英: jackass）を意味する「ジャッカスペンギン」と呼ばれ、フンボルトペンギンやマゼランペンギンも同様にジャッカスペンギンと呼ばれることがある[6]。

## 分布
ナミビア共和国、南アフリカ共和国

## 生態
- 寒流のベンゲラ海流が影響を与える、ナミビア南部から南アフリカ沿岸部を繁殖地とする[5]。
- 巣の密度はそれほど高くなく、トンネルを掘ったり、地表面に巣を作るほか、海岸に近い林に小枝を用いて巣をもうける。
- 成鳥は、定住性が強い[5]。
- 産卵は一年中行われるが、2〜5月、11〜12月がピーク[5]。1巣の卵数は2個。抱卵期間は38〜41日間。ヒナの孵化後40日間は親に守られている。いずれも、雌雄がともに行う[5]。クレイシはまばらで、ヒナは孵化70〜100日後に巣立つ[5]。孵化最初の一年は海で過ごし、その後、換羽のために繁殖地に戻ってくる。

## 環境汚染
沈没した船舶から流れ出る石油や原油の海洋汚染により、20世紀に入ってから何十万羽ものケープペンギンが死んだ。また、繁殖地の破壊、エサとなる魚の乱獲、人間により持ち込まれた生物による被害なども、ケープペンギンの生存を脅かしている。

## ギャラリー

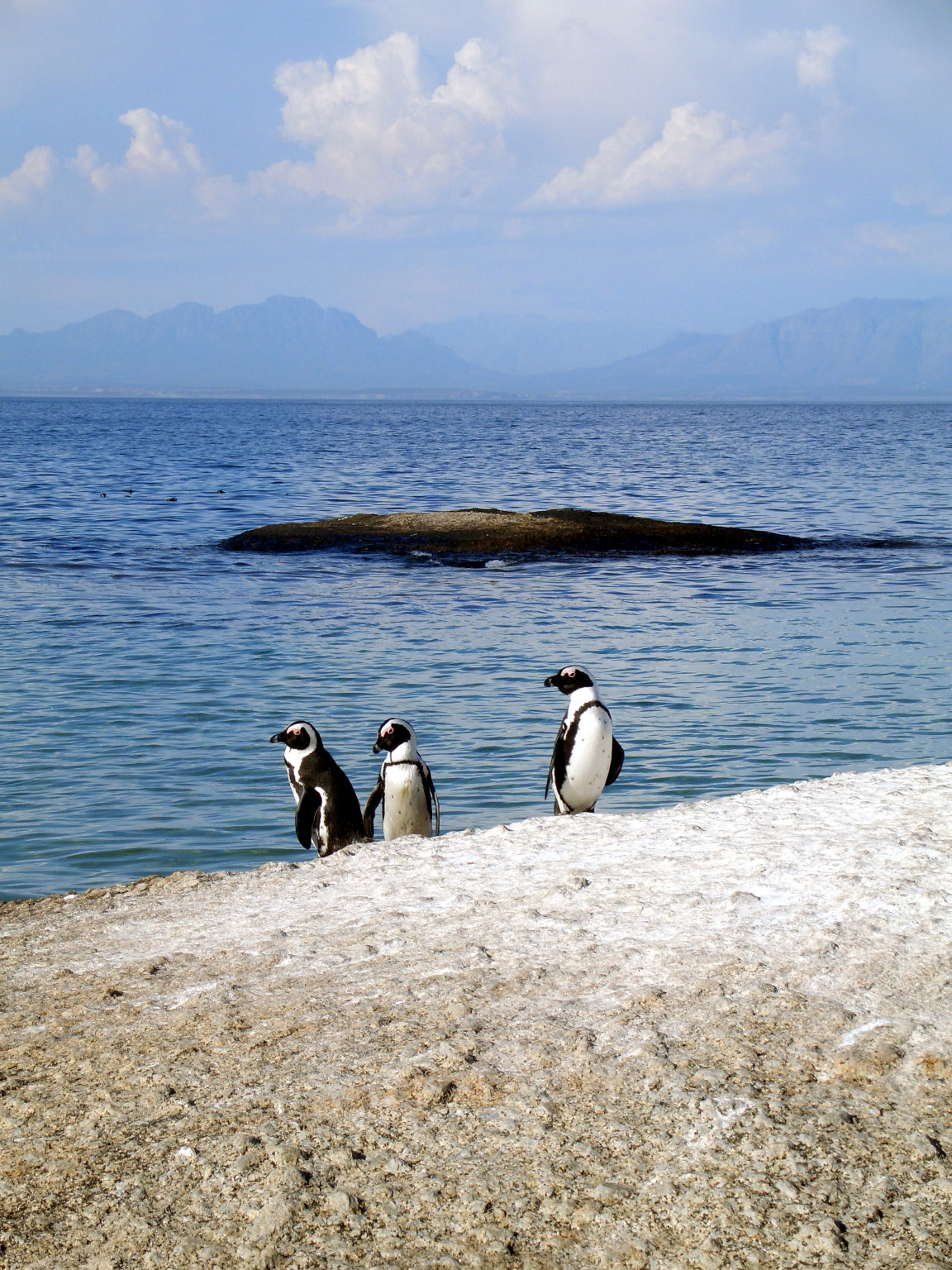
ケープタウン付近にあるボルダーズ海岸のケープペンギン
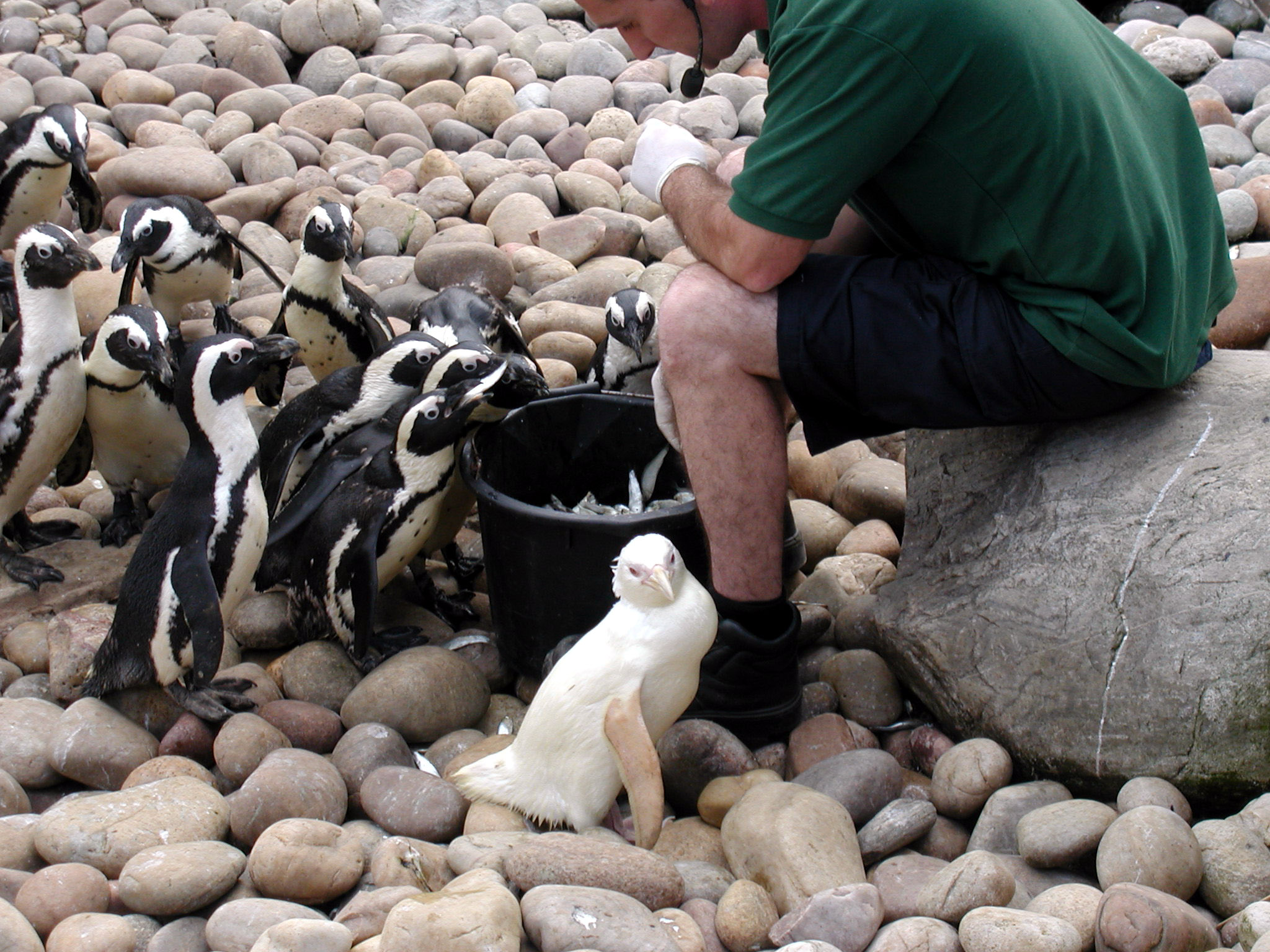
イギリス、ブリストルのブリストル動物園で生まれたアルビノのケープペンギン
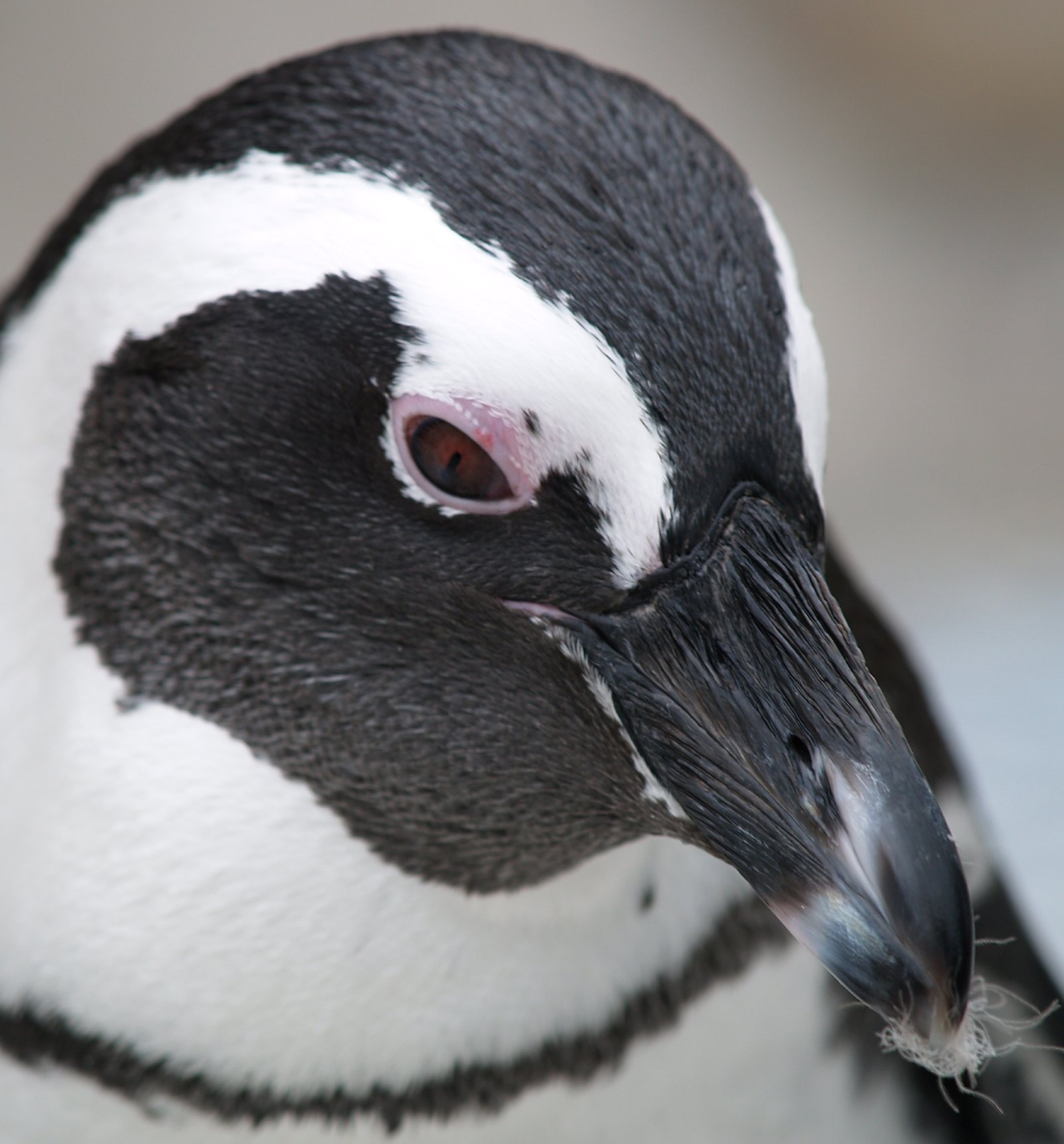
ケープペンギンのくちばし
- (動画) ケープペンギン
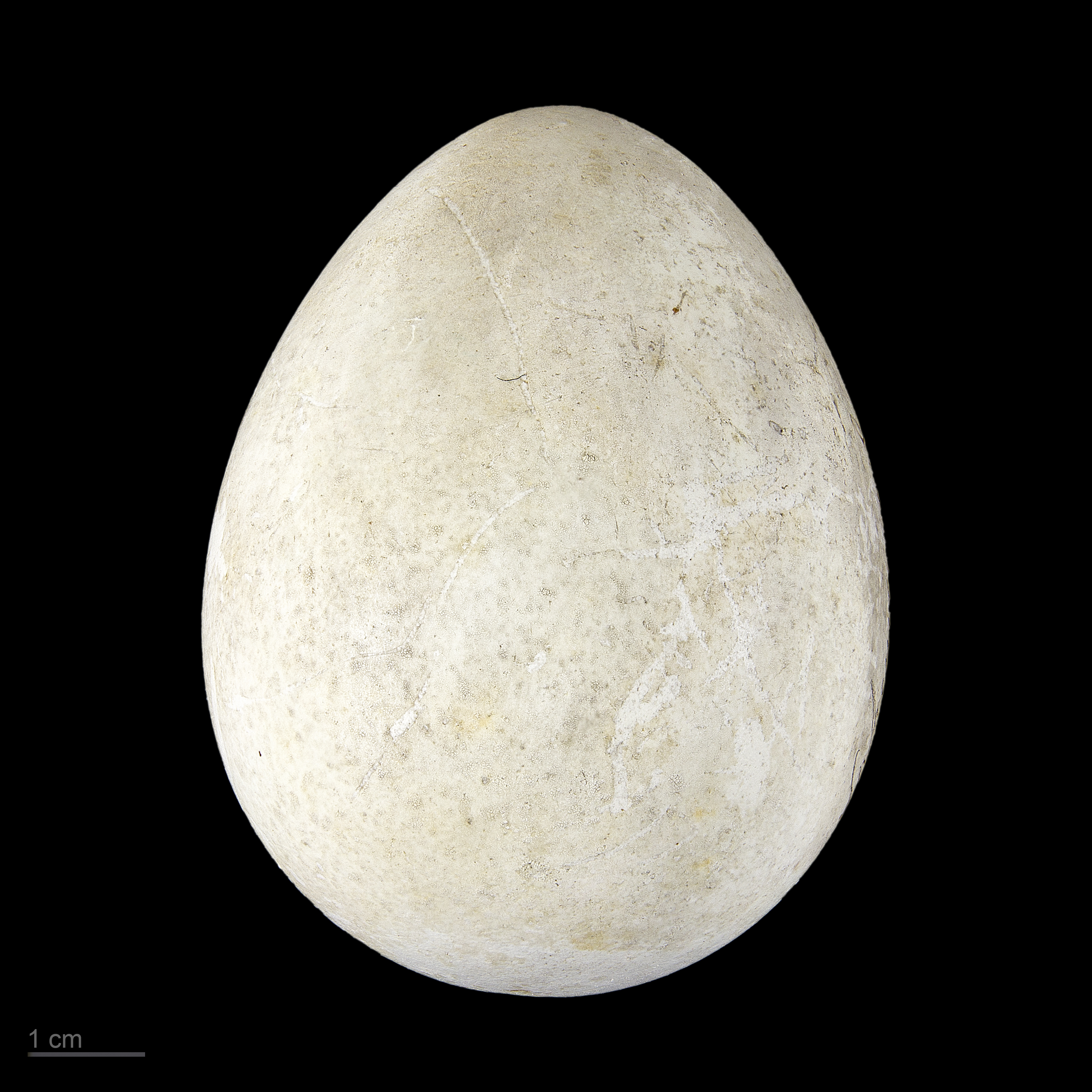
Museum specimen